# Zamia pumila

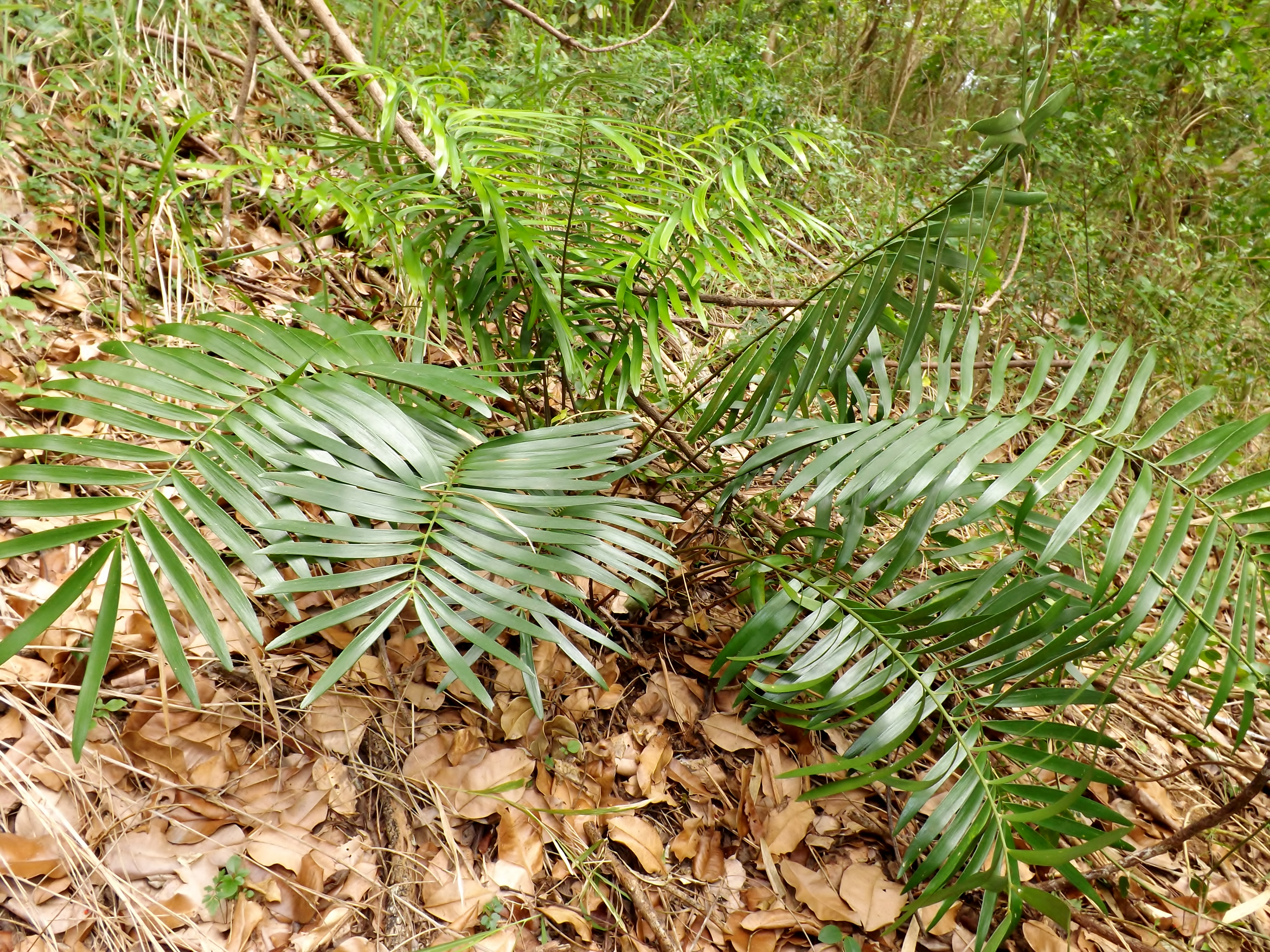
Hábito de Zamia pumila

Zamia pumila,  zamia,  es una especie pequeña, leñosa, de cicada de las Indias Occidentales  y de Cuba. Zamia pumila fue la primera especie descripta del género y es la especie tipo para el género Zamia  y su familia de las Zamiaceae.

## Descripción
Contiene semillas rojizas  en conos con una punta acuminada distintiva. Hojas de 6-12 dm de largo, con  5-30 pares de foliolos (pinnadas); cada foliolo es lineal a lanceolado u oblongo-obovado, de 8-25 cm × 0,5-2 cm, con márgenes aserrados. Son con frecuencia revolutos, con peciolos espinosos. Es similar en muchos aspectos a Zamia furfuracea, pero con foliolos ligeramente más angostos, y de Zamia integrifolia,  difiriendo en foliolos más comúnmente enteros (lisos o muy poco dentados).

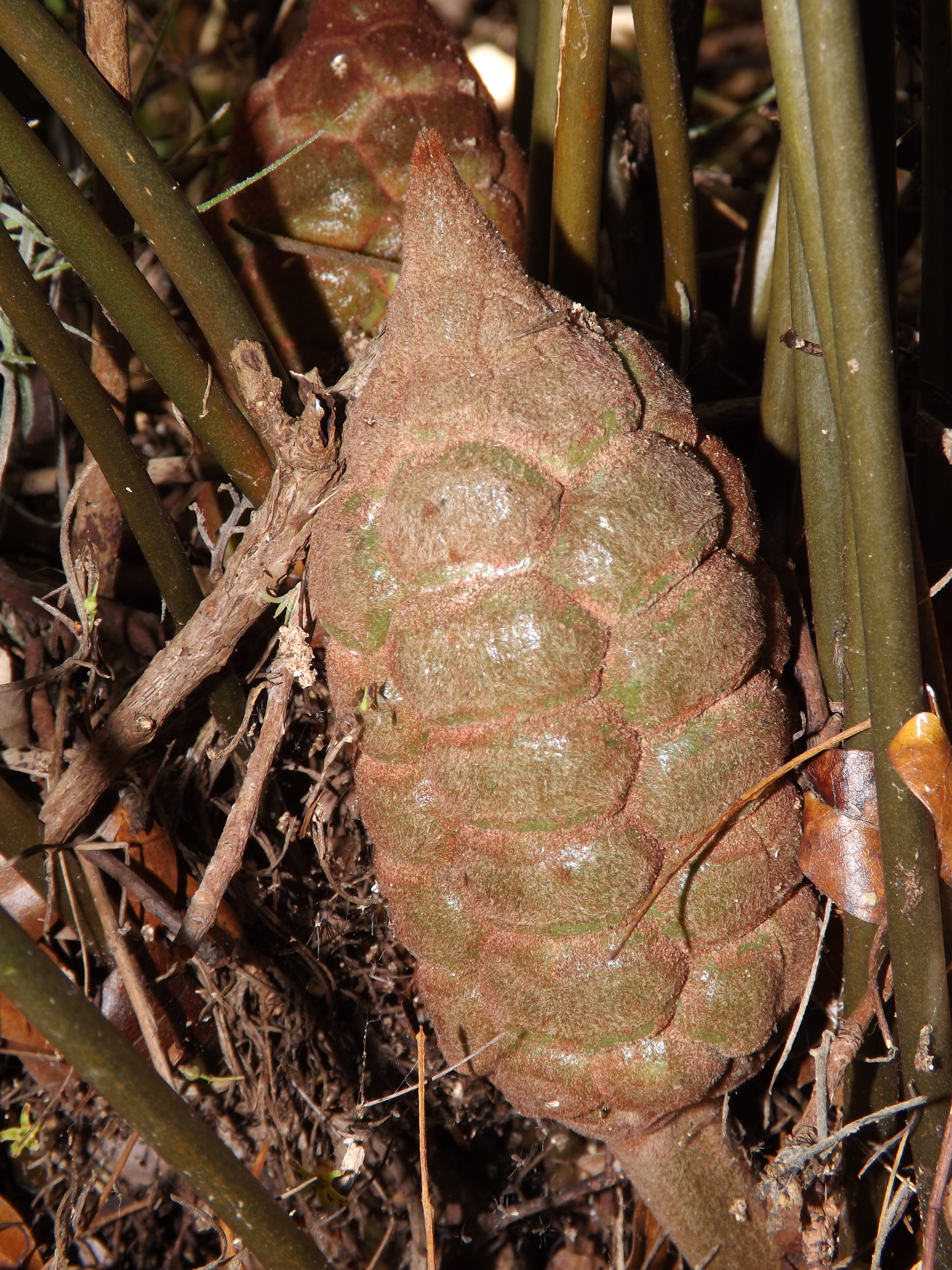
Cono hembra de Zamia pumila

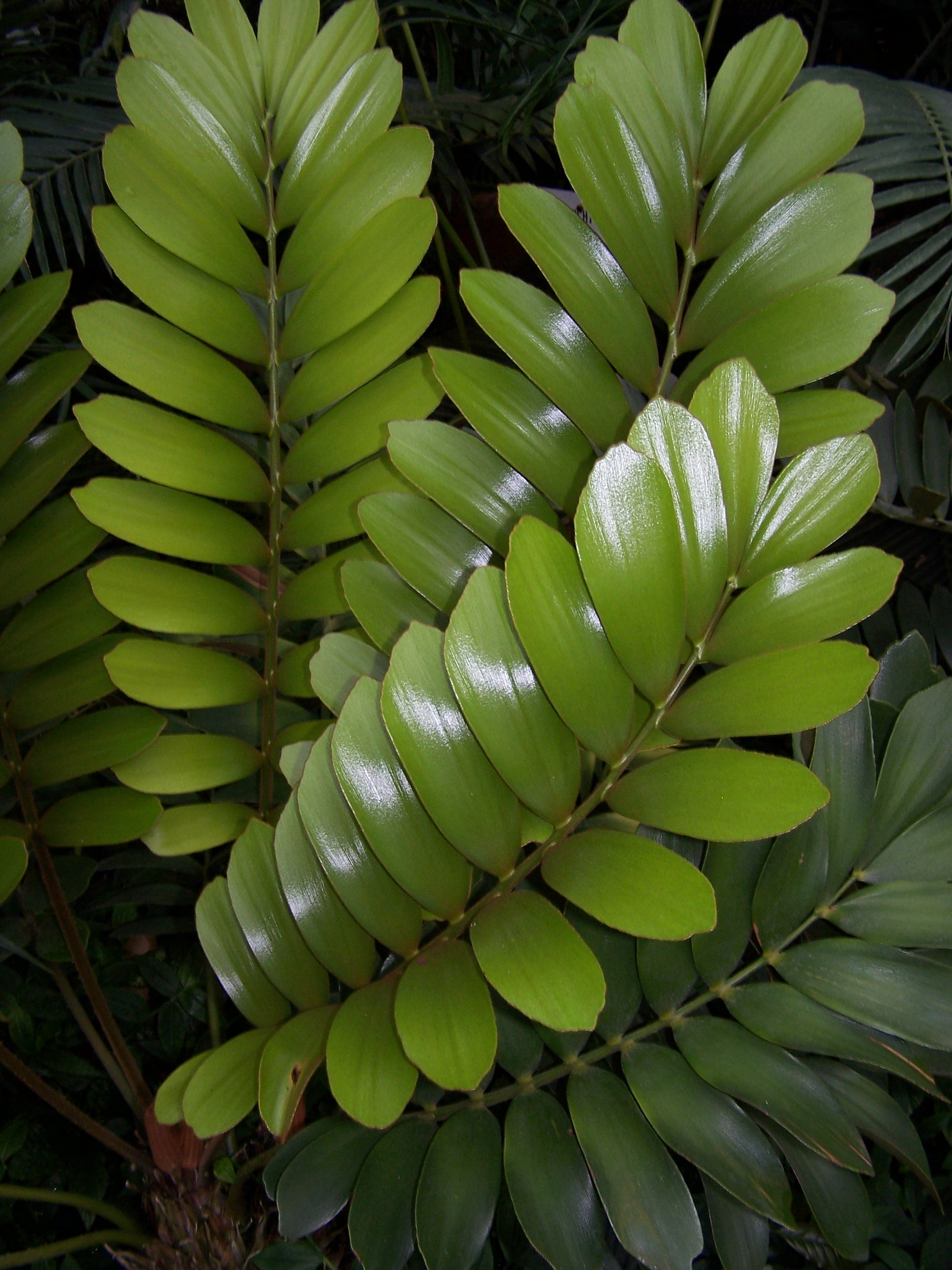
Hojas

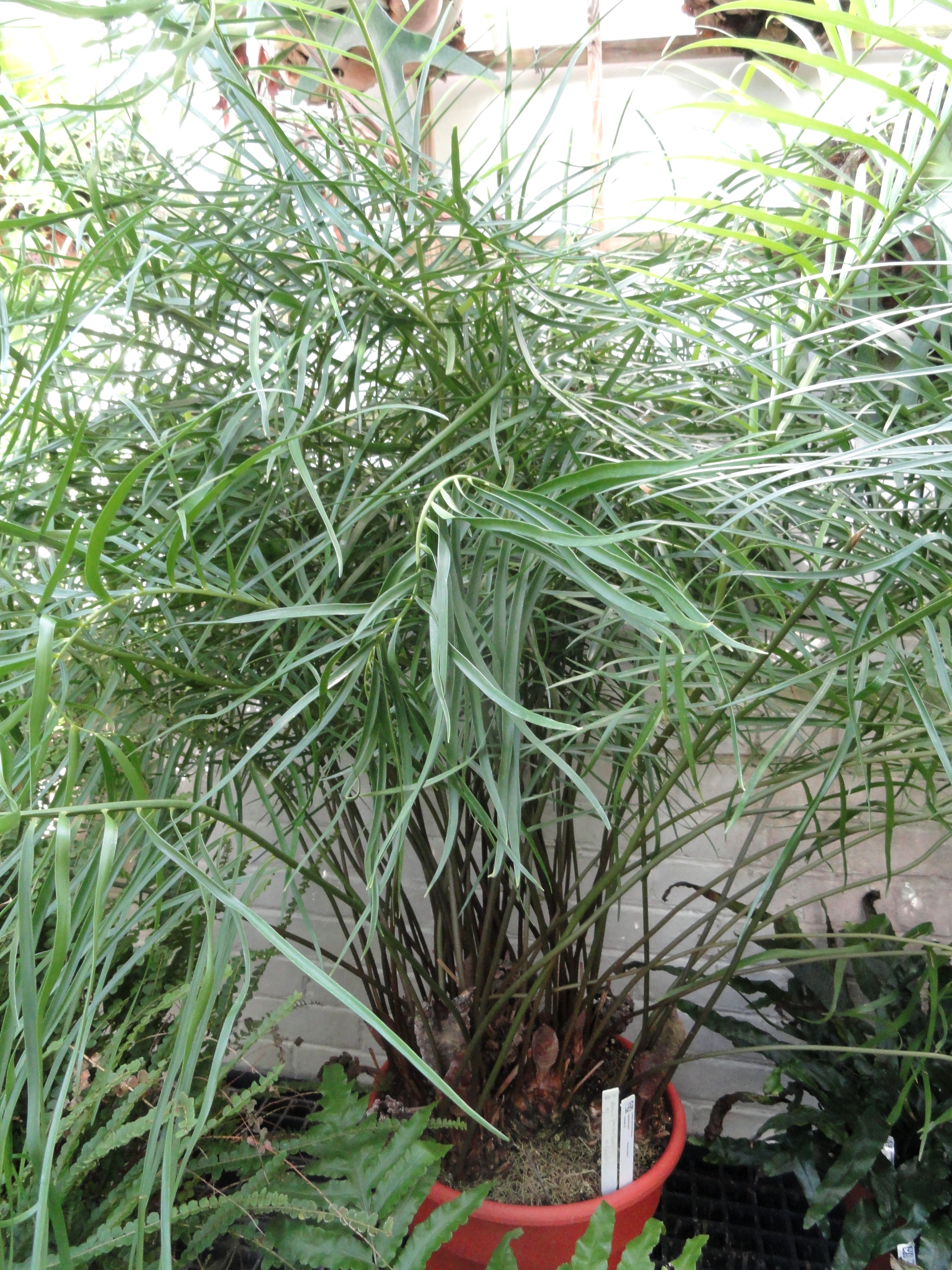
Vista de la planta

Es una planta de lento crecimiento, con un tronco creciendo 3-25 cm en alto y diámetro,  pero con frecuencia es subterráneo. Con el tiempo,  forma una mata multiramosa, con una raíz grande y tuberosa, siendo una extensión de los tallos aéreos.
Como otras cícadas, Zamia pumila es dioico, con pies masculinos y femeninos.  Los conos macho son cilíndricos, alcanzan  3-15 cm de largo; y generalmente agrupados. Los femeninos son elongados-ovoides, y llegan a 6-15 cm × 4-6 cm .

## Distribución y hábitat
Zamia pumila habita variedad de sitio con suelo bien drenado, arenoso o arenoso franco. Prefiere media sombra y rayos filtrados. Está confinado en Cuba central, República Dominicana; y subpoblaciones en el sur de Puerto Rico y de Haití,  pero allí rumbo a la extinción por destrucción de hábitat por uso intensivo. 

## Usos
Planta venenosa, produce la toxina cicasina,  afectando el tracto gastrointestinal y el sistema nervioso. Dicha toxina puede sin embargo sacarse con un cuidadoso remojo, lavado y escurrimiento, y tanto las raíces como los tallos semienterrados los usaban las naciones de Norteamérica y los taínos de las Antillas para hacer su almidón de sago o guáyiga. 
La planta es alimento de varios insectos: la mariposa Eumaeus atala, que almacena la toxina dentro de su cuerpo para su propia defensa.

## Polinización
Son dos las especies de insectos polinizadores de Z. pumila: Rhopalotria slossoni,  Pharaxonotha zamiae.

## Clasificación
Mucha controversia ha existido en clasificar y poner la circunscripción de Zamia en el sudeste de EE. UU. y de las Indias Occidentales.  En un extremo, Eckenwalder (1980) incluye a todas esas poblaciones en una sola y de ancha definición en Z. pumila. Muchos otros botánicos han reconocido varias spp. más estrechamente definidas. La Flora of North America trata a las plantas estadounidenses como Z. integrifolia, aunque algunas referencias continúan en poner a esas poblaciones en Z. pumila.

## Taxonomía
Zamia pumila fue descrita por Carlos Linneo y publicado en Species Plantarum, Editio Secunda 2: 1659. 1763.
Etimología
Zamia: nombre genérico que deriva de las palabras griegas:  azaniae, que significa "un cono de pino".
pumila: epíteto latíno que significa "de pequeño tamaño, enana"
Sinonimia
- Encephalartos pumilus (L.) Sweet
- Palmifolium debile (Aiton) Kuntze
- Palmifolium integrifolium (L.f. ex Aiton) Kuntze
- Palmifolium pumilum (L.) Kuntze
- Zamia allison-armourii Millsp.
- Zamia concinna Regel
- Zamia cylindrica Regel
- Zamia debilis L.f. ex Aiton
- Zamia dentata Voigt
- Zamia humilis Salisb.
- Zamia integrifolia L.f. ex Aiton
- Zamia laeta Salisb.
- Zamia latifoliolata Prenleloup
- Zamia media var. portoricensis (Urb.) J.Schust.
- Zamia portoricensis Urb.[4][5]